# Young K
Đây là một tên người Triều Tiên, họ là Kang.
Kang Young-hyun (sinh ngày 19 tháng 12 năm 1993),, tên tiếng Anh là Brian Kang, thường được biết đến với nghệ danh Young K, là 1 ca sĩ, nhạc sĩ và rapper người Hàn Quốc và là thành viên của ban nhạc rock nam có tên là Day6 thành lập bởi công ty giải trí JYP Entertainment

## Tiểu sử
Young K sinh ra vào ngày 19 tháng 12 năm 1993 tại Hàn Quốc. Anh chuyển đến Toronto, Canada để theo học trường trung học tại Học viện đại học York Mills. Young K đã sử dụng tên tiếng Anh của mình, Brian Kang, trong thời gian đó. Vào ngày 5 tháng 10 năm 2017, anh nhận bằng cử nhân Quản trị kinh doanh của Đại học Dongguk. Anh chính thức tốt nghiệp Đại học vào ngày 23 tháng 8 năm 2018.